# Avinger
La ville d’Avinger est située dans le comté de Cass, dans l’État du Texas, aux États-Unis. Sa population s’élevait à 444 habitants lors du recensement de 2010, estimée à 440 habitants en 2016.

## Histoire
La ville a été établie en 1876.

## Source
- (en) Cet article est partiellement ou en totalité issu de l’article de Wikipédia en anglais intitulé « Avinger, Texas » (voir la liste des auteurs).

1. ↑  « Avinger, Texas », Texas State Historical Association (consulté le 6 février 2012).